# Istantaneizzazione
L'istantaneizzazione è un'operazione unitaria della tecnologia alimentare che conferisce  ad un prodotto alimentare la capacità di riassorbire istantaneamente l'acqua eliminata durante l'essiccamento (generalmente spray).
In una prima fase del processo viene nebulizzata dell'acqua sul prodotto in polvere, in modo da formare dei granuli (fase di agglomerazione), dai quali viene successivamente sottratta l'acqua per essiccamento.

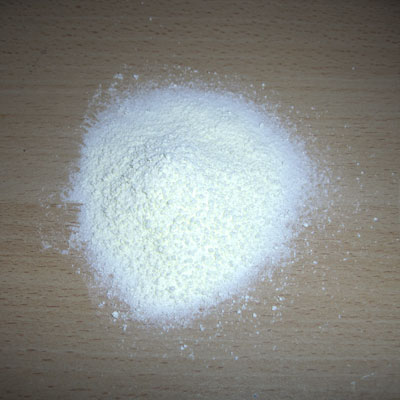
Latte in povere.

Il processo di istantaneizzazione viene impiegato nella produzione del latte in polvere, cacao in polvere e caffè in polvere.
Per il processo di istantaneizzazione vengono utilizzati appunto "essiccatoi a istantaneizzazione".
Il processo di istantaneizzazione permette ai prodotti essiccati una migliore performance nella fase di re-idratazione. L'acqua sottratta durante il processo di disidratazione può essere riassorbita dal prodotto prima del suo consumo, facendo sciogliere la polvere in acqua calda (l'alta temperatura favorisce il processo di solubilizzazione).